# 清馥
清馥（1710年—？），清朝政治人物。
監生出身，后授工部筆帖式、工部主事、工部員外郎、山西太原府知府。乾隆十七年，任河南彰德府知府、江安糧道。乾隆二十年，任湖北按察使；次年改直隸布政使。乾隆二十二年，任陝西布政使，護陝西巡撫。乾隆二十四年，任內閣學士。